# Haidong Gumdo
해동 검도 (海東劍道) (Haidong Gumdo, Haedong Geomdo o Haedong Kumdo), es un nombre acuñado alrededor de 1982 por Kim Jeong-Ho, presidente y fundador de la Haidong Gumdo Federation. 
El Haidong Gumdo deriva su nombre de Haedong Seongguk Balhae (海東盛國渤海), un reino antiguo que ocupaba lo que hoy es el noreste de Corea, norte de China y este de Siberia.
De origen coreano, el Haidong Gumdo es un arte marcial tradicional y moderno del manejo de la espada. La práctica empieza con espada de madera (mokgum). Más adelante se permite el uso de espada sin filo (kagum). Finalmente, los cinturones negros pueden usar espada con filo (jingum).
En el Haidong Gumdo actual, hay varias modalidades de competencia, como: combate con espadas de espuma coreografiado y libre (con y sin protecciones), danza con espada, corte de diferentes materiales (papel, velas, bambú, objetos en el aire), y formas tradicionales.
El número de practicantes mujeres en el Haidong Gumdo es notoria; incluyendo a varias instructoras y maestras de alto grado reconocidas a nivel mundial.

## Técnicas
En Haidong Gumdo se practican:
- Movimientos fundamentales (kibon dongjak).
- Formas (gumbup).
- Ejercicios de combate (kyukgum).
- Ejercicios de respiración y energía (geun kigong).
- Ejercicios de apagar velas (chopul kugui), o pruebas de rapidez
- Ejercicios de corte (begui): papel (chongi begui) y bambú (denamu begui), o pruebas de precisión y potencia.

### Movimientos Fundamentales
Los kibon dongjak constituyen los movimientos a partir de los cuales se crean las combinaciones de movimientos que dan lugar a las formas.

### Formas
- 쌍수검법 Ssangsu Gumbup (método para usar la espada a dos manos).
- 심상검법 Shimsang Gumbup (método para usar estrategia y táctica con la espada).
- 예도검법 Yedo Gumbup (método de espada corta).
- 본국검법 Bonguk Gumbup (método nacional de espada).
- 제독검법 Jedok Gumbup (método de la espada del Almirante).
- 장백검법 Jangbaek Gumbup (el método Jangbaek).
- 왜검법 Wae Gumbup (el método japonés).
- 외수검법 Wuisu Gumbup (método para usar la espada con una mano).
- 쌍검검법 Ssanggum Gumbup (el método de usar dos espadas).

### Diferencias con el Kendo japonés
El Haidong Gumdo puede ser descrito como un intercambio de múltiples golpes de la espada versus un golpe de la espada. El concepto de un golpe de la espada caracteriza al método japonés. El ideal japonés de "un golpe, una muerte" prevalece en la esgrima moderna japonesa o kendo aún en la modernidad. Los méritos y limitaciones de cada arte podrían ser debatidos sin fin. Pero probablemente la mejor forma de describir la principal diferencia entre el estilo del kendo japonés y el Haidong Gumdo coreano es a través de fin del entrenamiento:
- La técnica japonesa está enfocada principalmente en el combate individual, uno-versus-uno.
- La técnica coreana está enfocada primordialmente en el combate de batalla, uno-versus-muchos.

La esencia filosófica del Haidong Gumdo está en el shimgeom (심검 [心劒], literalmente mente-espada). El shimgeom es la unión de mente, cuerpo y espíritu que se expresa a través del uso de la espada.

## Principales organizaciones

### Federación Mundial de Haidong Gumdo
La Federación Mundial de Haidong Gumdo (세계해동검도연맹) (HDGDWF) fue fundada en 1996 por el maestro Jeong-Ho Kim para ayudar a la globalización de este arte marcial. Su sede principal se encuentra en la ciudad de Gwangju (광주광역시), al sudoeste de Corea del Sur.
Hay más de 400 dojangs y 1000 clubes de 10 federaciones municipales y provinciales en Corea y 600 dojangs en sub-federaciones internacionales. En total se estima un millón de practicantes alrededor del mundo.
Desde 2002, cada 2 años se celebró en Corea del Sur el campeonato mundial de Haidong Gumdo hasta 2012. A partir de 2013 el campeonato mundial de Haidong Gumdo se incluye dentro del evento Mulimpia, que engloba otras artes marciales. Campeonatos celebrados hasta la fecha:
- Campeonato Coreano del 2002
- Campeonato Mundial del 2002
- Campeonato Mundial del 2004
- Campeonato Mundial del 2006
- Campeonato Mundial del 2008
- Campeonato Mundial del 2010
- Campeonato Mundial del 2012
- Mulimpia 2013
- Mulimpia 2015
- Mulimpia 2017

### Federación Mundial Unida de Haedong Kumdo
Fundada en junio del 2001 por el Maestro Jeong-Seong Kim, cuenta con más de 50 países miembros. El principal objetivo de ella es implementar el Jinyoung Ssangkum Ryu (진영 쌍검 류 眞 英 双剑 类), el sistema coreano de dos espadas. Su sede principal se encuentra en Busan, al sureste de Corea del Sur.
La táctica fundamental para la práctica del Haedong Kumdo según el maestro Jeong-Seong Kim es:
1. Relájate y siente la energía
2. Concéntrate y velo
3. Compréndelo y hazlo

## Controversia legal entre las dos organizaciones

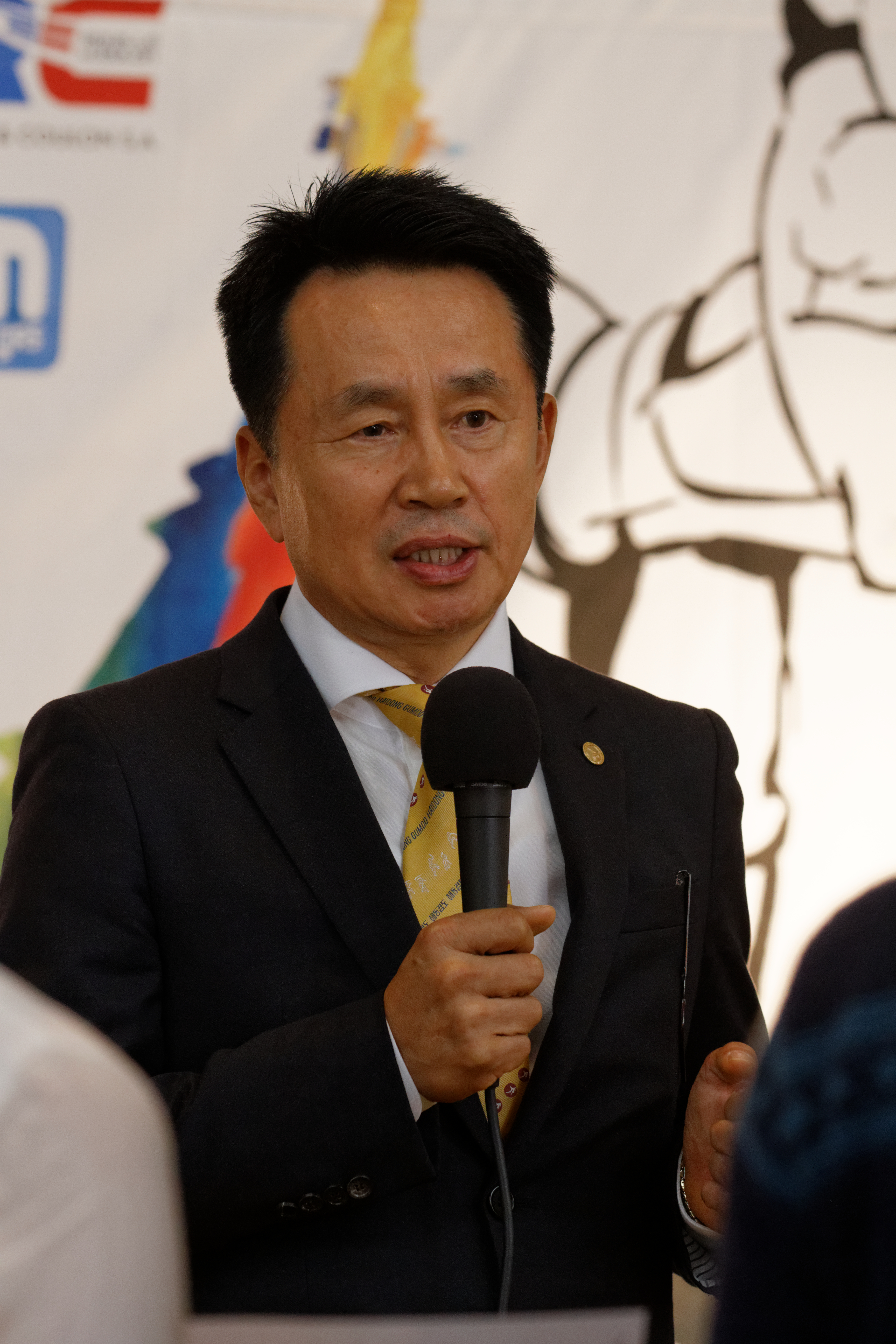
Kim Jeong-Ho

Una serie de acciones legales entre las dos organizaciones principales de Haidong Gumdo han revelado y documentado la historia de este arte marcial. Estas organizaciones aseguran que el Haidong Gumdo tiene sus raíces en las tradiciones marciales de antiguos guerreros de elite llamados Samurang (사무랑 [士武郞]), entrenados por el maestro Seolbong y provenientes de Goguryeo (고구려), uno de los Tres Reinos de Corea ubicado en lo que hoy es el norte de Corea. Sin embargo, no existe documentación escrita que verifique la existencia de estos guerreros ni el destino de los Samurang o sus técnicas de espada luego de la caída de Goguryeo, si es que existieron realmente.
Otra versión, respaldada por la Federación Mundial de Haidong Gumdo, asegura que Kim Jeong-Ho (presidente de la Federación Daehan Haidong Gumdo), aprendió Haidong Gumdo de un maestro llamado Jangbaeksan (장백산 [長白山?]) en la montaña Kwanak.
Las cortes concluyeron que el Haidong Gumdo en realidad había sido creado por Kim Jeong-Ho y Na Hanil, ambos estudiantes de las artes de la espada coreana de Gicheonmun (bajo Bak Daeyang) y Simgeomdo (bajo Kim Changsik), y que la historia de Jangbaeksan era sólo una metáfora, es decir, no era verdad.
Kim Jeong-Ho y Na Hanil trabajaron juntos bajo el nombre más conocido de sus dos artes: Simgeomdo. Cerca de 1984 comenzaron enseñando sus artes marciales bajo el nombre de Haidong Gumdo. El Haidong Gumdo permaneció relativamente desconocido hasta 1989 cuando Na Hanil representó el papel principal en un programa dramático en la TV coreana. Esto ayudó a promover considerablemente el Haidong Gumdo, aunque el rápido crecimiento de la organización llevó a tensiones internas.

### Haidong Gumdo
- World Haidong Gumdo Federation

- Asociación Panameña de Haidong Gumdo
- Asociación Española de Haidong Gumdo
- Delegación Catalana de Haidong Gumdo
- Asociación Brasilena de Haidong Gumdo
- Asociación Mexicana de Haidong Gumdo
- [https://web.facebook.com/MasterPossu123/?_rdc=1&_rdr/Haedong Kumdo Colombia
- Asociación Colombiana de Haidong Gumdo

### Haedong Kumdo
- United World Haedong Kumdo Federation
- Kumdo Colombia
- Asociacion Azteca HK JSKR
- Haedong Kumdo Mexico

### Haedong Gumdo
- World Sonbae Gumdo Federation